# Villa Rotaria
Villa Rotaria es una localidad del estado mexicano de Guerrero. Es parte del municipio de Técpan de Galeana.

## Demografía
| Gráfica de evolución demográfica |
|                                  |

| Censo | Población |
| ----- | --------- |
| 1970  | 966       |
| 1980  | 1 268     |
| 1990  | 1 409     |
| 2000  | 1 469     |
| 2010  | 1 404     |
| 2020  | 1 504     |